# العلاقات اليابانية البيلاروسية
العلاقات اليابانية البيلاروسية هي العلاقات الثنائية التي تجمع بين اليابان وروسيا البيضاء.

## مقارنة بين البلدين
هذه مقارنة عامة ومرجعية للدولتين:
| وجه المقارنة                                              | اليابان         | روسيا البيضاء                    |
| --------------------------------------------------------- | --------------- | -------------------------------- |
| المساحة (كم2)                                             | 377.97 ألف      | 207.60 ألف                       |
| عدد السكان (نسمة)                                         | 126.79 مليون    | 9.50 مليون                       |
| الكثافة السكانية (ن./كم²)                                 | 335.45          | 45.76                            |
| العاصمة                                                   | طوكيو           | مينسك                            |
| اللغة الرسمية                                             | اللغة اليابانية | اللغة البيلاروسية، اللغة الروسية |
| العملة                                                    | ين ياباني       | روبل بلاروسي                     |
| الناتج المحلي الإجمالي (بليون دولار)                      | 4.87 تريليون    | 54.44 مليار                      |
| الناتج المحلي الإجمالي (تعادل القوة الشرائية) بليون دولار | 5.18 تريليون    | 168.35 مليار                     |
| الناتج المحلي الإجمالي الاسمي للفرد دولار أمريكي          | 34.52 ألف       | 5.74 ألف                         |
| الناتج المحلي الإجمالي للفرد دولار أمريكي                 | 36.62 ألف       | 18.18 ألف                        |
| مؤشر التنمية البشرية                                      | 0.903           | 0.798                            |
| رمز المكالمات الدولي                                      | +81             | +375                             |
| رمز الإنترنت                                              | .jp             | .by، .бел                        |
| المنطقة الزمنية                                           | توقيت اليابان   | ت ع م+03:00                      |

## مدن متوأمة
في ما يلي قائمة باتفاقيات التوأمة بين مدن يابانية وبيلاروسية:
- ترتبط سنداي مع مينسك باتفاقية توأمة منذ 1967.

## منظمات دولية مشتركة
يشترك البلدان في عضوية مجموعة من المنظمات الدولية، منها:
| علم المنظمة | اسم المنظمة                               | تاريخ انضمام اليابان | تاريخ انضمام روسيا البيضاء |
| ----------- | ----------------------------------------- | -------------------- | -------------------------- |
|             | الاتحاد البريدي العالمي                   | ?                    | ?                          |
|             | منظمة حظر الأسلحة الكيميائية              | ?                    | ?                          |
|             | الأمم المتحدة                             | 18 ديسمبر 1956       | 24 أكتوبر 1945             |
|             | وكالة ضمان الاستثمار متعدد الأطراف        | 12 أبريل 1988        | 3 ديسمبر 1992              |
|             | منظمة الشرطة الجنائية الدولية             | ?                    | ?                          |
|             | مؤسسة التمويل الدولية                     | 20 يوليو 1956        | 2 نوفمبر 1992              |
|             | الاتحاد الدولي للاتصالات                  | 29 يناير 1879        | 7 مايو 1947                |
|             | البنك الدولي للإنشاء والتعمير             | 13 أغسطس 1952        | 10 يوليو 1992              |
|             | مجموعة الموردين النوويين                  | ?                    | ?                          |
|             | المركز الدولي لتسوية المنازعات الاستشارية | 16 سبتمبر 1967       | 9 أغسطس 1992               |
|             | يونسكو                                    | 2 يوليو 1951         | 12 مايو 1954               |

## وصلات خارجية
- موقع وزارة الخارجية اليابانية
- موقع وزارة الخارجية البيلاروسية